# Ravenna FC 1913
Società Cooperativa Sportiva Dilettantistica Ravenna Football Club 1913 – włoski klub piłkarski z Rawenny. Klub ten został założony w 1913 roku. Ravenna gra aktualnie w Serie C. Swoje mecze rozgrywa na Stadio Bruno Benelli, który może pomieścić 12 020 kibiców. 

## Historia
Ravenna Calcio została założona w 1913 roku jako Unione Sportiva Ravennate. W 1919 roku klub z Rawenny został włączony do włoskiej federacji piłkarskiej. W 1936 roku Ravenna grała w Serie C, w której byli do 1948 roku. W 1949 roku spadła do Serie D, jednak już rok później powróciła ona do Serie C, znowu na jeden sezon i powracając do Serie C w 1955 roku. Grała tam do 1971, kiedy to znowu spadła do Serie D. W 1984 Ravenna grała już w Serie C2, którą w 1992 roku wygrała i awansowała do Serie C1. Rok później "Giallorossi" awansowali do Serie B, po raz pierwszy w historii klubu, ale już w 1994 roku Ravenna spadła do Serie C1. Mimo to powróciła ona do Serie B po dwóch latach. W 2001 roku spadli do Serie C1 ponownie i zostali wykluczeni z włoskiej federacji za duże problemy finansowe. Nowy klub, pod nazwą Ravenna Calcio zaczął swoją grę od Eccellenzy, a w 2003 mogli powrócić do gry w Serie C2. W 2005 Ravenna awansowała do Serie C1 po barażach, a dwa lata później powróciła ona do gry w Serie B. Nie cieszyła się jednak długo grą na zapleczu najwyższej klasy rozgrywkowej we Włoszech. W 2008 Ravenna spadła do Serie C1.